# Ceratophyllales
Classification APG III (2009)
Ordre
Les Cératophyllales est un ordre de plantes à fleurs (les Angiospermes). Il est (ré)introduit par la classification phylogénétique des angiospermes. L'ordre est très proche des dicotylédones vraies, mais il ne fait pas partie de ce groupe. L'ordre ne comprend que la famille des cératophyllacées.
Ce sont des herbes aquatiques, représentées par un axe verticillé avec des feuilles dichotomiques. Ces Paléo-herbes ne comportent pas de racines, ce sont des fleurs unisexuées, mais on peut trouver des fleurs mâle et femelle sur la même plante (espèces monoïques). Petit périanthe entourant des étamines dépourvues de filets. On a un ovaire sessile, à une seule loge pollinique ne comportant qu'un seul ovule. La pollinisation se fait par l'eau, et l'ovule se différencie en un fruit, qui reste surmonté d'un cil persistant.
Si la classification phylogénétique APG II (2003) place cet ordre directement sous le clade Angiospermes, la classification phylogénétique APG III (2009) envisage de créer un clade intermédiaire et frère de Dicotylédones vraies.